# شرامبرغ
شرامبرغ (بالألمانية: Schramberg) هي بلدة كبيرة ‏، مدينة وبلدة ألمانية تقع في ألمانيا في روتفايل. يقدر عدد سكانها بـ 22,093 نسمة .

## المدن التوأمة
مدن تشاكوفيتش، لاخن - سويسرا، هيرسون، شارلوروا، غلسهوته وPilisvörösvár هي مدن توأمة لـشرامبرغ.

## أعلام
- فرانتز باومان
- برنارد هاين
- ديتر بورست
- هيرمان هانكل
- أوتو ارنست شفايتزر